# Марвин Геј
Марвин Пенц Геј Млађи (енгл. Marvin Pentz Gay Jr.; Вашингтон, 2. април 1939 — Лос Анђелес, 1. април 1984) познатији као Марвин Геј (енгл. Marvin Gaye) био је амерички певач, текстописац и музички продуцент. Помагао је у обликовању звука Мотaун рекордса шездесетих година, прво као свирач, а касније и као соло певач уз низ хитова, добивши надимке „принц Мотауна” и „принц соула”.
Најпознатији Гејеви хитови су „Ain't That Peculiar”, „How Sweet It Is (To Be Loved By You)” и „I Heard It Through the Grapevine”, као и дуети са Мери Велс, Ким Вестон, Дајаном Рос и Теми Терел. Током 1970-их снимио је албуме What's Going On и Let's Get It On и постао је један од првих уметника у Мотауну, заједно са Стивијем Вондером, који се одвојио од продуцентске компаније. Његови каснији снимци утицали су на неколико поджанрова савременог ритма и блуза, као што је неосоул. Раних осамдесетих, објавио је хит 1982. године „Sexual Healing”, који му је донео прве Гремије, као и свој први албум Midnight Love. Један од његових последњих телевизијских наступа било је појављивање на НБА Ол-стар мечу 1983. године на којем је отпевао химну Сједињених Америчких Држава.

## Биографија

### Рани живот
Геј је рођен као Марвин Пенц Геј Млађи 2. априла 1939. у Фридмановој болници у Вашингтону, од црквеног свештеника Марвина Геја Старијег и кућне раднице Алберте Геј (рођене Купер). Његов први дом је био у јавном стамбеном пројекту, Ферфакс апартмани (сада срушени) у насељу Саутвест Ватерфронт. Иако једно од најстаријих градских четврти, са много елегантних домова у федералном стилу, Југозапад је првенствено био огромна сиротиња. Већина зграда су биле мале, у великој мери запуштене, и недостајале су ни струја ни текућа вода. Уличице су биле пуне једноспратних и двоспратних колиба, а скоро сваки стан био је претрпан. Геј и његови пријатељи су ову област прозвали „Једноставан град“, због тога што је „пола град, пола земља“.
Геј је био друго најстарије од четворо деце. Имао је две сестре, Џини и Зеолу, и једног брата, Френкија Геја. Такође је имао два полубрата: Мајкла Купера, сина његове мајке из претходне везе, и Антвона Керија Геја, рођеног као резултат ванбрачних односа његовог оца.
Геј је почео да пева у цркви када је имао четири године; отац га је често пратио на клавиру. Геј и његова породица били су део пентекосталне цркве познате као Дом Божији која је своја учења преузела из хебрејског пентекостализма, заговарала стриктно понашање и придржавала се и Старог и Новог завета. Геј је у раном детињству развио љубав према певању и био је охрабрен да настави професионалну музичку каријеру након наступа на школској представи у 11 певајући „Be My Love" Марија Ланзе. Његов породични живот се састојао од „бруталних бичевања“ од стране оца, који га је ударао због било какве грешке. Млади Геј је описао живот у кући свог оца као „живот са краљем, веома осебујним, променљивим, окрутним и свемоћним краљем“. Осећао је да би се убио да га мајка није тешила и подстицала на певање. Његова сестра је касније објаснила да је Геј често био тучен, од седме године до тинејџерских година.

### Смрт и наслеђе
Геј се умешао у тучу између својих родитеља 1. априла 1984. поподне у породичној кући у округу Вест Адамс у Лос Анђелесу и ушао  у физички обрачун са својим оцем, Марвином Гејем старијим. који је два пута пуцао у сина, једном у груди, пробовши му срце, а затим у раме. Пуцњава се догодила у његовој спаваћој соби у 12.38 часова. Први хитац се показао као фаталан. Геј је проглашен мртвим у 13:01. након што је његово тело стигло у Медицински центар Калифорнијске болнице, један дан пре његовог 45. рођендана.
Од његове смрти, многе институције постхумно су додељивале Геју награде и друге почасти, укључујући награду Греми за животно дело и индукције у Дворану славних ритма и блуза, Дворану славних текстописаца и Дворану славних рокенрола.

## Глума
Геј је глумио у два филма, а у обе улоге је био вијетнамски ветеран. Његов први наступ био је у филму Џорџа Мекауена Балада о Ендију Крокеру из 1969. године, у којем је глумио Ли Мејџорс. Филм је о ратном ветерану који се враћа и открива да његова очекивања нису испуњена и да се осећа изданим. Геј је имао истакнуту улогу у филму као Дејвид Овенс. Његов други наступ био је 1971. Имао је улогу у филму о експлоатацији бајкера Лија Фроста, Хром и врућа кожа, о групи вијетнамских ветерана који се боре са бициклистичком бандом. У филму је глумио Вилијам Смит; Геј је играо улогу Џима, једног од ветерана. Геј је имао глумачке аспирације и потписао је уговор са агенцијом Вилијам Морис, али то је трајало само годину дана јер Геј није био задовољан подршком коју је добијао од агенције.
У свом интервјуу са Дејвидом Рицом, Геј је признао да је био заинтересован за шоу бизнис посебно када је био ангажован да компонује музику. „Нема сумње да сам могао да будем филмска звезда, али то је било нешто што је моја подсвест одбацила. Није да то нисам желео, свакако јесам. Једноставно нисам имао храбрости да играм холивудску игру: да се ставим тамо, знајући да ће ми појести позадину као комад меса."

## Дискографија

### Студијски албуми
- The Soulful Moods of Marvin Gaye (1961)
- That Stubborn Kinda Fellow (1963)
- When I'm Alone I Cry (1964)
- Hello Broadway (1964)
- How Sweet It Is to Be Loved by You (1965)
- A Tribute to the Great Nat "King" Cole (1965)
- Moods of Marvin Gaye (1966)
- I Heard It Through the Grapevine (1968)
- M.P.G. (1969)
- That's the Way Love Is (1970)
- What's Going On (1971)
- Trouble Man (1972)
- Let's Get It On (1973)
- I Want You (1976)
- Here, My Dear (1978)
- In Our Lifetime (1981)
- Midnight Love (1982)

### Колаборативни албуми
- Together (са Мери Велс) (1964)
- Take Two (са Ким Вестон) (1966)
- United (са Теми Терел) (1967)
- You're All I Need (са Теми Терел) (1968)
- Easy (са Теми Терел) (1969)
- Diana & Marvin (са Дајаном Рос) (1973)

## Видеографија
- Marvin Gaye: Live in Montreux 1980 (2003) [20]
- The Real Thing: In Performance (1964–1981) (2006)